# 53W53
Mrakodrap 53West53 (známý také jako MoMa Expansion Tower nebo jako Tower Verre) patří k nejvyšším na Manhattanu. V roce 2019 při dokončení byl desátou nejvyšší budovou v New Yorku. Stavěly ho společnosti Pontiac Land Group a Hines od roku 2006, stavbu zdržely dohady o designu a problémy se zajištěním financování. Budova má výšku 320 m a 82 poschodí. K odolnosti proti větru přispívá na vrcholu protizávaží o váze několika stovek tun.
Projekt zpracoval Jean Nouvel, interiéry ubytovacích prostor navrhoval Thierry Despont. Zvláštností budovy je její včlenění do architektonicky významného městského areálu Muzea moderního umění. Z výstavních prostor muzea je přímý přístup do galerie v 53W53.
Mrakodrap 53W53 se nachází nedaleko Central Parku, v blízkosti jsou i luxusními nákupní destinace na nedaleké 5th avenue. Vchody z 53. i 54. ulice umožňují diskrétní, pohodlný a bezpečný přístup do budovy. Vstupní hala je navržena v kombinaci z bílého dubu, mramoru, alabastru, bronzu a zlatých listů.

## Vybavení
V budově je 139 rezidenčních jednotek – od jednopokojových přes celopatrové nebo dvoupodlažní penthousy se soukromým výtahem. Celostěnná trojsklová okna omezují venkovní hluk a teplotní výkyvy, horizontální a vertikální zvuková izolace zajišťuje maximální soukromí. Všechna okna jsou opatřena zakázkovými motorizovanými slunečními roletami, v ložnicích jsou ještě dodatečné zatemňovací rolety.
Zážitek z bydlení v 53W53 umocňuje dokonale zajištěný komfort, služby a personál jsou k dispozici po 24 hodin denně. Nechybí wellness centrum, s dvacetimetrovým plaveckým bazénem, studenou lázní a jacuzzi. Kolem jsou vertikální zahrady, navrženými známým francouzským botanikem Patrickem Blancem. Je zde i normovaný squashový kurt. Na 46. a 47. patře se nachází salon a restaurace s vyhlídkou na Central Park. K dalším výhodám patří knihovna, dvoupodlažní enologické centrum nabízející degustace, vinné sklepy s regulovanou teplotou a s možností nákupu, nebo promítací místnost, dětská herna a skladové prostory. Rezidenti budovy získávají automaticky členství v MoMa, a to včetně možnosti pořádat soukromé akce ve slavné muzejní zahradě Sculpture Garden.